# Nicrophorus podagricus
Nicrophorus podagricus är en skalbaggsart som beskrevs av Gaston Portevin 1920. Nicrophorus podagricus ingår i släktet Nicrophorus och familjen asbaggar. Inga underarter finns listade i Catalogue of Life.